# Superdry

Superdry舊標識

Superdry plc是一家英國品牌的服裝公司，也是Superdry品牌的所有者。Superdry在倫敦證券交易所上市，是富時250指數的股票之一。

## 歷史

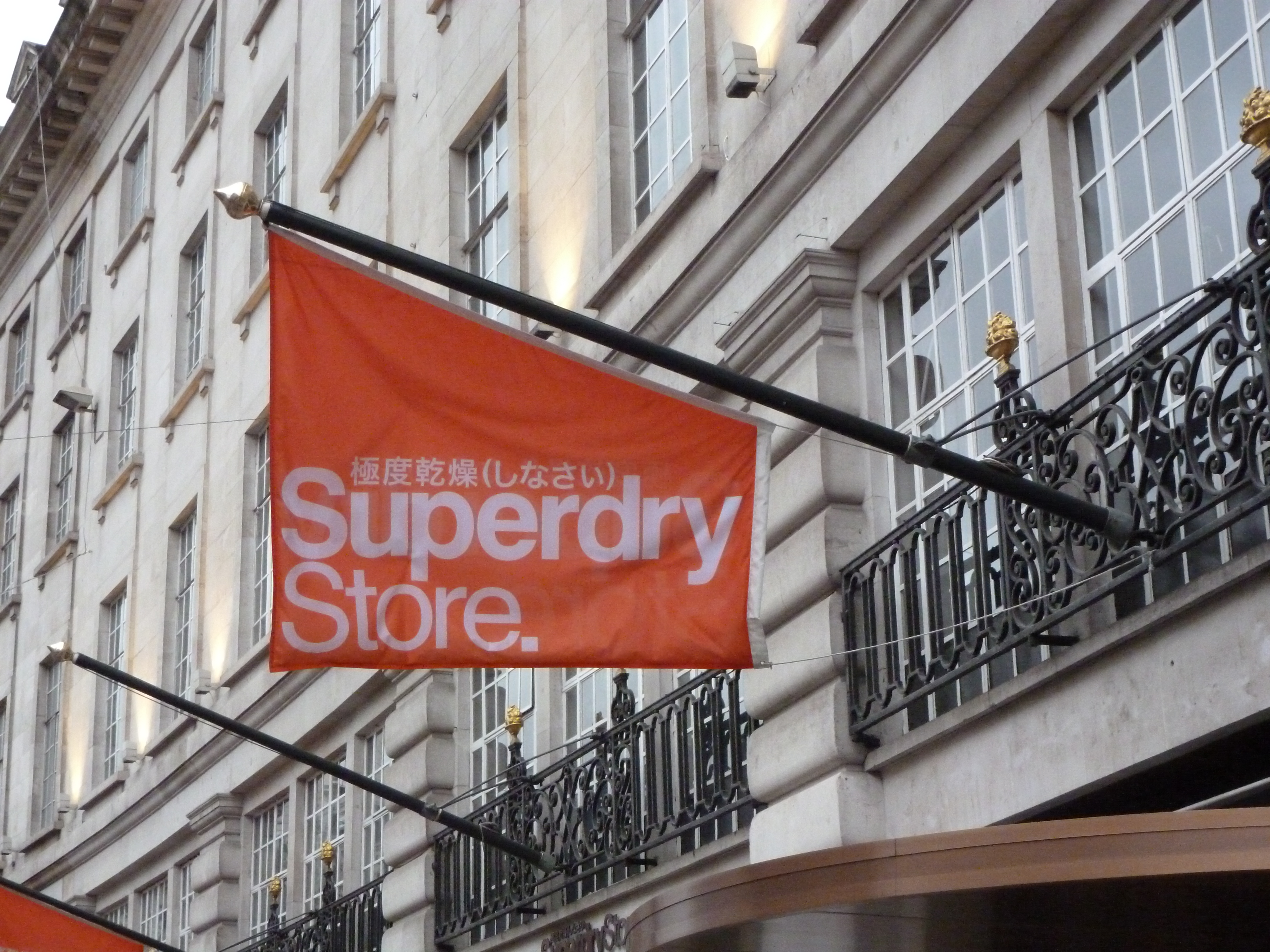
位於倫敦攝政街上的Superdry分店

Cult Clothing Co由Ian Hibbs和Julian Dunkerton於1985年在切爾滕納姆成立，當時它被稱為“Cult Clothing”。它在20世紀90年代得到了擴展，並在牛津、劍橋、愛丁堡和貝爾法斯特等多個英國大學城建立了商店。它於2004年在倫敦柯芬園以Superdry的名義開設了第一家商店。
在Theo Karpathios之下，Superdry向全球擴張。 該業務於2010年3月在倫敦證券交易所上市。Dunkerton 出現在2010年星期日泰晤士報富豪榜中，估計價值1.8億英鎊。 該公司發布了盈利預警，並於2012年2月對其門店開業計劃進行了審查; 股價迅速下跌18％。
2014年10月22日，宣布Dunkerton辭去Superdry首席執行官一職，並被合作集團前首席執行官Euan Sutherland取代。2016年2月，Dunkerton以每股12英鎊（總計4800萬英鎊）的價格出售了400萬股股票，但仍然是該集團27％股權的最大股東。
2018年1月8日，SuperGroup plc更名為Superdry plc。
2019年4月初
原執行官Euan Sutherland被董事會罷免
由前任剛離職一年的執行官Dunkerton
重新執掌臨時執行官一職

## 形象
足球運動員大衛·貝克漢姆曾穿著的布拉德皮夾克從2007年到2009年中期銷售了70,000件，成為該公司最暢銷的產品之一。
該公司的產品包括毫無意義的摘錄日文文字，以增加他們的時尚性和吸引力，這種現象被稱為Engrish。

## 外部連結
- 官方网站